# Автомобільний ринок
Автомобі́льний ри́нок — це сукупність економічних відносин, завдяки яким відбувається взаємодія суб'єктів ринку з метою обміну готових автомобілів на грошові кошти або їх еквіваленти.
Під автомобільним ринком в народі також йдеться про будь-який територіально обмежений простір, призначений для торгівлі, в основному фізичними особами та індивідуальними підприємцями, готовими автомобілями та запчастинами до них. У цьому сенсі часто вживають слово «Авторинок».

## Об'єкт і суб'єкт
Об'єктом (товаром) автомобільного ринку є готовий автомобіль. Під готовим автомобілем йдеться про механічний транспортний засіб, що має більш як два колеса, здатний до пересування без внесення додаткових змін в їхню конструкцію. Автомобіль, як товар, повинен задовольняти потреби або потреби покупців автомобільного ринку.
Товаром автомобільного ринку у строгому розумінні не можна вважати, наприклад: мотоцикли, човни тощо, окремі агрегати автомобіля і запчастини. Але фактично на авторинку часто ці товари теж представлені.
Суб'єкти автомобільного ринку:
1. Представники попиту: домашні господарства (фізичні особи), а також комерційні та державні організації (юридичні особи).
2. Представники пропозиції: виробники автомобілів (промислові підприємства) і продавці автомобілів (автомобільні дилери). В силу галузевої специфіки, виробники автомобілів в рідкісних випадках реалізують товар безпосередньо кінцевому споживачеві.
3. Держава, в особі Уряду.

## Історія та розвиток
Історія автомобільного ринку починається з винаходом першого автомобіля і зародженням автомобілебудування в Німеччини в XIX столітті. Задовго до цього були винайдені саморушні екіпажі на парових та двигунах внутрішнього згоряння, однак реалізація подібних автомобілів була незначною. Тільки в кінці XIX століття Карл Бенц запропонував покупцеві готове до експлуатації транспортний засіб, а Готліб Даймлер запустив у виробництво функціональний автомобільний двигун.
Першим у світі автомобілем, запущеним в виробництво в 1886 р. став триколісний автомобіль К. Бенца, сконструйований ним в 1885 році.
На розвиток автомобільного ринку суттєво вплинули технічні зміни в конструкції та агрегатах автомобіля, а також технології виробництва. Вплив зазначених факторів зберігається і в наш час. На перших етапах розвитку автомобільного ринку покупцям нерідко доводилося купувати двигун і шасі в одного виробника, а кузов в іншого, оскільки багато фірм спеціалізувалися на чомусь одному. При цьому, в більшості випадків, не можливо було купити готовий товар: всі вироблялося «під замовлення». Це було пов'язано з перевагою в галузі кустарного виробництва. Перші автомобілі були розраховані тільки на двох пасажирів. Зі зростанням попиту і збільшенням конкуренції, виробники стали прислухатися до вимог споживачів: з'явилися автомобілі на чотири пасажири.
За часів формування автомобільного ринку не існувало автомобільних брендів в сучасному їх розумінні. Кожна майстерня могла виготовляти автомобіль під своїм ім'ям. Для того, щоб виділити свою продукцію серед численних конкурентів, автовиробники прагнули брати участь в спортивних перегонах, що є проявом маркетингової стратегії. В наш час[коли?] цим прийомом користуються тільки виробники спорткарів.
Перші автомобілі були дуже дорогими, що обмежувало коло споживачів. Надалі автомобіль з предмета розкоші перетворився на предмет споживання. Особливо стрімко це відбувалося в США, де був найбільш місткий автомобільний ринок у світі. Перший американський доступний автомобіль був зроблений компанією «Oldsmobile» в 1901 і називався «American Curved Dash».
Станом на 2017 рік найбільше виробляється і продається автомобілів у Китаї, далі йде США. У Європі найбільшим ринком є Німеччина, далі — Велика Британія, Франція та Італія. За першу половину 2017 року в Німеччині було продано 1.8 млн авто (+2,9%), у Великій Британії — 1.5 млн (-1,6%), у Франції — 1.3 млн (+3,9%), в Італії — 1.2 млн (+7,5%). Водночас у 2017 році український ринок став найшвидшезростаючим у Європі — 51,7%, продано 42 637 нових авто.